# Gauliga Köln-Aachen 1941/42
Die Gauliga Köln-Aachen 1941/42 war die erste Spielzeit der Gauliga Köln-Aachen des Fachamtes Fußball. Sie entstand neben der Gauliga Moselland als Aufteilung der vorher existierenden Gauliga Mittelrhein. Die Gauliga wurde in dieser Saison mit neun Mannschaften im Rundenturnier ausgetragen. Am Ende setzte sich der VfL Köln 1899 durch und wurde zum ersten Mal Gaumeister von Köln-Aachen, nachdem der Verein bereits in der Saison zuvor die Gaumeisterschaft im Gau Mittelrhein gewinnen konnte. Dadurch qualifizierten sich die Kölner für die deutsche Fußballmeisterschaft 1941/42, bei der man dank eines Freiloses ins Achtelfinale einzog. Dort schieden die Kölner nach einer 1:3-Niederlage gegen die Kickers Offenbach aus. Nach der Saison zog sich der SSV Troisdorf 05 und Rhenania Würselen zurück, wodurch es keine sportlichen Absteiger gab.

## Abschlusstabelle
| Pl. | Verein            | Sp. | S  | U | N  | Tore    | Quote | Punkte |
| --- | ----------------- | --- | -- | - | -- | ------- | ----- | ------ |
| 1.  | VfL Köln 1899     | 16  | 13 | 3 | 0  | 068:130 | 5,23  | 29:30  |
| 2.  | VfR Köln 04 rrh.  | 16  | 8  | 4 | 4  | 042:310 | 1,35  | 20:12  |
| 3.  | Mülheimer SV 06   | 16  | 9  | 2 | 5  | 039:360 | 1,08  | 20:12  |
| 4.  | SG Düren 99       | 16  | 7  | 3 | 6  | 041:330 | 1,24  | 17:15  |
| 5.  | SV Victoria Köln  | 16  | 6  | 5 | 5  | 049:440 | 1,11  | 17:15  |
| 6.  | SSV Troisdorf 05  | 16  | 6  | 2 | 8  | 035:320 | 1,09  | 14:18  |
| 7.  | SpVgg Sülz        | 16  | 5  | 2 | 9  | 035:460 | 0,76  | 12:20  |
| 8.  | Rhenania Würselen | 16  | 3  | 2 | 11 | 028:470 | 0,60  | 08:24  |
| 9.  | Bonner FV 01      | 16  | 2  | 3 | 11 | 014:690 | 0,20  | 07:25  |

## Aufstiegsrunde
Qualifiziert waren die drei Staffelmeister aus der 1. Klasse Köln-Aachen 1941/42. Durch die Aufstockung der Gauliga auf zehn Teilnehmer zur kommenden Spielzeit, sowie den Rückzug des SSV Troisdorf 05 und Rhenania Würselen stiegen alle drei Teilnehmer der Aufstiegsrunde auf.
Kreuztabelle
| 1941/42          | Alemannia Aachen | SSV Vingst 05 | LSV |
| ---------------- | ---------------- | ------------- | --- |
| Alemannia Aachen |                  | 3:1           | 3:2 |
| SSV Vingst 05    | 3:2              |               | 3:2 |
| LSV Bonn         | 1:4              | 4:0           |     |

Abschlusstabelle
| Pl. | Verein                                   | Sp. | S | U | N | Tore    | Quote | Punkte |
| --- | ---------------------------------------- | --- | - | - | - | ------- | ----- | ------ |
| 1.  | Alemannia Aachen (Sieger Staffel Aachen) | 4   | 3 | 0 | 1 | 012:700 | 1,71  | 06:20  |
| 2.  | SSV Vingst 05 (Sieger Staffel Köln)      | 4   | 2 | 0 | 2 | 007:110 | 0,64  | 04:40  |
| 3.  | LSV Bonn (Sieger Staffel Bonn-Sieg)      | 4   | 1 | 0 | 3 | 009:100 | 0,90  | 02:60  |